# Gus Kahn
Gus Kahn, all'anagrafe Gustav Gerson Kahn (Coblenza, 6 novembre 1886 – Beverly Hills, 8 ottobre 1941), è stato un paroliere tedesco naturalizzato statunitense, famoso per le sue colonne sonore cinematografiche.

## Biografia
Nato a Coblenza nel 1886, di origini ebraiche, immigrò con la famiglia negli Stati Uniti, andando a stabilirsi a Chicago nel 1890. Dopo essersi diplomato, trovò lavoro come impiegato prima di iniziare la sua carriera che lo avrebbe portato a diventare uno dei nomi più noti di Tin Pan Alley. Nel 1916, Kahn si sposò con Grace LeBoy da cui avrebbe avuto due figli, Donald e Irene.
Kahn cominciò a scrivere per il vaudeville: nel 1913, iniziò una collaborazione molto proficua con il compositore Egbert van Alstyne con il quale firmò alcuni dei pezzi più noti dell'epoca, come Memories. Lavorò in seguito come paroliere per Isham Jones con cui scrisse I'll See You in My Dreams, una canzone che diventò il titolo di un film biografico sulla sua vita, dove Kahn era interpretato da Danny Thomas.
Negli anni venti, Kahn contribuì a scrivere per Broadway per spettacoli quali Holka Polka (1925), Kitty's Kisses (1926), Artists and Models (1927), Whoopee! (1928) e Show Girl (1929). Scrisse anche per il cinema, soprattutto per la MGM.
I compositori con cui collaborò sono alcuni tra i più noti e raffinati: Grace LeBoy Kahn (sua moglie), Richard A. Whiting, Buddy DeSylva, Al Jolson, Raymond Egan, Ted Fio Rito, Ernie Erdman, Neil Moret, Vincent Youmans, George Gershwin, Ira Gershwin, Harry Akst, Harry M. Woods, Edward Eliscu, Victor Schertzinger, Arthur Johnston, Bronislaw Kaper, Jerome Kern, Walter Jurmann, Sigmund Romberg e Harry Warren, anche se il suo collaboratore principale era Walter Donaldson.
Kahn morì a Beverly Hills l'8 ottobre 1941. È stato sepolto al Forest Lawn Memorial Park Cemetery di Glendale.

## Premi e riconoscimenti
Vincitore nel 1935 dell'Oscar alla migliore colonna sonora per il film Una notte d'amore di Victor Schertzinger (1934)
Candidato nel 1935 all'Oscar alla migliore canzone per Carioca (musica di Vincent Youmans, testo di Edward Eliscu e Gus Kahn) nel film Carioca (Flying Down to Rio) di Thornton Freeland (1933)
Candidato nel 1941 all'Oscar alla migliore canzone per Waltzing in the Clouds (musica di Robert Stolz e testo di Gus Kahn) nel film  Parata di primavera (Spring Parade) di Henry Koster (1940)
Il suo nome è stato inserito nella Songwriters Hall of Fame

## Filmografia (parziale)
- Whoopee! di Thornton Freeland - parole (1930)
- Carioca (Flying Down to Rio) di Thornton Freeland - parole (1933)
- La vedova allegra (The Merry Widow) di Ernst Lubitsch - parole addizionali  (1934)
- Il tesoro dei faraoni (Kid Millions) di Roy Del Ruth - parole e musica (1934)
- Terra senza donne (Naughty Marietta) di Robert Z. Leonard e W. S. Van Dyke (non accreditati) -  parole addizionali (1935)
- Broadway Serenade, regia di Robert Z. Leonard (1939)

### Colonne sonore
- Ben Pollack and His Park Central Orchestra - Memories  - musica di Egbert van Alstyne (non accreditato) (1929)

## Spettacoli teatrali (parziale)
- Whoopee! - canzoni (parole di Gus Kahn, musica di Walter Donaldson (1928)